# Schlachthofbrücke (Dresden)
Die Schlachthofbrücke ist eine Straßenbrücke in Dresden, die die Ostra-Flutrinne überspannt, eine linksseits der Elbe gelegene Flutmulde des Hochwasserschutzes. Sie verbindet im Ostragehege die Friedrichstadt mit der Messe Dresden, auf dem Areal des ehemaligen Städtischen Vieh- und Schlachthofes. Die Stahlbrücke von 1932 galt damals als die längste elektrisch geschweißte Brücke der Welt.

## Geschichte
Mit dem Bau des Alberthafens im Süden des Großen Ostrageheges, zwischen 1891 und 1895, entstand nördlich vom Hafen eine rund 300 m breite Flutrinne sowie als Umlaufberg eine großflächige Aufschüttung. Zwischen den Jahren 1906 und 1910 bebaute die Stadt Dresden die Aufschüttung mit dem Städtischen Vieh- und Schlachthof, der durch zwei Brücken über die Flutrinne erschlossen wurde. Das waren eine 386 m lange Eisenbahnbrücke mit 23 Feldern, die im Jahr 2006 abgerissen wurde, sowie eine hölzerne Straßenbrücke.
Als Ersatz für die Holzbrücke entstand in den Jahren 1931 und 1932 eine Stahlbrücke mit 13 Feldern. Bis 1979 wurde eine eingleisige Straßenbahnstrecke zum Ostragehege über das Bauwerk geführt.
Im Rahmen des Neubaus der Messe auf dem Schlachthofgelände erfuhr die Schlachthofbrücke im Jahr 1999 mit einem neuen Überbau eine Generalinstandsetzung. Die Pfeiler blieben in ihrer Geometrie unverändert.
Neben der Schlachthofbrücke wurde ab 2010 eine zweite Brücke für die Erweiterung der Straßenbahnlinie 10 errichtet. Hauptgrund der Verlängerung war die bessere Anbindung der Messe Dresden an den öffentlichen Personennahverkehr, auch im Hinblick auf den 2011 stattgefundenen Deutschen Evangelischen Kirchentag in Dresden.

## Brücke von 1932
Die neue, 315,5 m lange Brücke wies eine 8,5 m breite Fahrbahn auf und hatte beidseitig 1,62 m breite Gehwege. In der Mitte war außerdem ein Straßenbahngleis angeordnet. Die damalige stählerne Überbaukonstruktion war für eine Hebung ausgelegt, um auch den Anforderungen bei einer etwaigen Erweiterung des König-Albert-Hafens zu genügen. 
Der Überbau bestand in Längsrichtung aus zwei stählernen, 2,0 m hohen Vollwandträgern, die in einem Abstand von 8,9 m angeordnet waren. In Querrichtung waren die Hauptträger durch 1,17 m hohe Querträger in einem Abstand von etwa 4,0 m miteinander verbunden. Die Fahrbahnplatte wurde in Stahlbeton ausgeführt und war durch auf die Querträger aufgeschweißte Winkel mit diesen schubfest verbunden. In Brückenlängsrichtung war eine Kette von Gerberträgern als Bauwerkssystem vorhanden, das zusätzlich zwei Dehnfugen aufwies. 
Sowohl die Haupt- als auch die Nebenträger waren vollständig geschweißte Blechträger, nur die Baustellenverbindungen zwischen diesen, bestehend aus Lamellen und Winkeln, wurden genietet. Insgesamt wurden 14 km Schweißnähte mit elektrischer Lichtbogenschweißung hergestellt, sowohl von Hand als auch mit einem Automaten. Die Brücke galt damals als längste elektrisch geschweißte Brücke der Welt. Der Überbau war und ist auch heute auf zwölf massiven Pfeilerpaaren mit sechseckigen Grundrissen gelagert. Die Gesamtbaukosten betrugen 520.000 RM. Insgesamt 468 t Konstruktionsstahl wurden verbaut.

## Brücke von 1999
Der alte Überbau wurde durch eine moderne Stahlverbundkonstruktion mit dem Durchlaufträger als Bauwerkssystem in Längsrichtung ersetzt. Die 12,5 m breite Stahlbetonfahrbahnplatte ist für zwei Fahrstreifen und beidseitige Gehwege ausgelegt. Die Gesamtlänge beträgt unverändert 315,48 m und setzt sich aus Einzelstützweiten von 3 × 22,08 m, 7 × 24,42 m und 3 × 26,10 m zusammen. Die Baukosten betrugen 4 Millionen DM, unter anderem wurden 523 t Konstruktionsstahl und 460 t Betonstahl benötigt.

## Brücke von 2011
Die zweigleisige Straßenbahnbrücke wurde von 2010 bis 2011 errichtet. Sie ist 8,45 m breit. Beim Überbau kamen vorgespannte Doppelverbundträger zur Ausführung.